# 김학만 (사격 선수)
김학만(金學滿, 1976년 3월 26일~)은 대한민국의 사격 선수이다. 2010년 아시안 게임 50m 소총 복사 단체전에서 1785점으로 아시아 신기록을 세우며 금메달을 획득했고, 개인전에서도 금메달을 땄다. 세 쌍둥이의 아버지인 것으로 화제가 되었다.